# A Son of His Father
A Son of His Father is een Amerikaanse western uit 1925 onder regie van Victor Fleming. Destijds werd de film in Nederland uitgebracht onder de titel De roode hoeve.

## Verhaal
Holdbrook en zijn smokkelbende hebben hun oog laten vallen op de boerderij van Big Boy Morgan. Nora Shea is op zoek naar haar broer, die zich heeft aangesloten bij die bende. Morgan houdt dat voor haar verborgen. Als ze het toch te weten komt, gaat ze naar hem op zoek. De bende schaakt Nora, maar Morgan redt haar met hulp van de cavalerie.

## Rolverdeling
| Acteur           | Personage      |
| ---------------- | -------------- |
| Bessie Love      | Nora Shea      |
| Warner Baxter    | Big Boy Morgan |
| Raymond Hatton   | Charlie Grey   |
| Walter McGrail   | Holdbrook      |
| Carl Stockdale   | Zobester       |
| William Eugene   | Larry          |
| Jim Farley       | Pete           |
| Charles Stevens  | Pablo          |
| Valentina Zimina | Dolores        |
| George Kuwa      | Wing           |